# Разумная, Мария Сергеевна
Мария Сергеевна Разумная (24 марта 1928 — ?) — украинская советская деятельница, свинарка колхоза «Россия» Волновахского района Донецкой области. Депутат Верховного Совета СССР 7-го созыва.

## Биография
Родилась в крестьянской семье. Образование неполное среднее.
В 1946—1948 годах — колхозница колхоза «Красный маяк».
В 1948—1959 годах — звеньевая колхоза «Россия» села Златоустовка Волновахского района Донецкой области.
С 1959 года — свинарка колхоза «Россия» села Златоустовка Волновахского района Донецкой области.
Потом — на пенсии в селе Златоустовка Волновахского района Донецкой области.

## Награды
- орден Ленина
- орден «Знак Почета» (1966)
- прочие ордена
- медали